# Venus (film, 1984)
Pour plus de détails, voir Fiche technique et Distribution.
Venus est un film franco-américain réalisé par Jean Jabely sous le pseudonyme de Peter Hollison et sorti en 1984.

## Synopsis
En vacances dans des îles grecques, un duo d'Américains recherchent un mannequin pour leur nouvelle lotion de cosmétique Vénus mais ils vont rencontrer des difficultés…

## Fiche technique
- Titre : Venus
- Réalisation : Jean Jabely
- Scénario : Jean Jabely
- Photographie : Gérard Loubeau
- Décors : Annick Bénichou
- Costumes : Marie Velasquez
- Musique : Jean-Louis d'Onorio
- Montage : Alix Régis
- Production : T.Y. Productions
- Pays de production :  France,  États-Unis
- Durée : 82 minutes
- Date de sortie : 
  - États-Unis : 16 mai 1984[1],[2]

## Distribution
- Odile Michel : Venus
- Nadège Clair : Mariana
- Philippe Klébert : Fabien
- Jean Gaven : Waldo
- Florence Guérin : Florence
- Philippe Baronnet : Philippe
- Sophie Favier : Lia
- Manuel Gélin : Fisherman
- Françoise Blanchard : Annie
- Riton Liebman : Norbert Rich
- Michel Duplaix : Patrick Win